# ホルン郡

ホルン郡
Bezirk Horn

ホルン郡（ホルンぐん、独: Bezirk Horn）は、オーストリアのニーダーエスターライヒ州にある郡（Bezirk; 行政管区とも訳される）。郡庁所在地はホルン。

## 地勢
ホルン郡はニーダーエスターライヒ州北西部のヴァルトフィアテルに位置する。東はホラブルン郡、西はツヴェットル郡、南西はクレムス＝ラント郡、北西はヴァイトホーフェン・アン・デア・ターヤ郡と接し、北はチェコの南ボヘミア州と国境を接している。

## 市町村
ホルン郡には以下の20の市町村（Gemeinde; ゲマインデ）がある。このうちホルン、エッゲンブルク、ゲラス、ドローゼンドルフ＝ツィセルスドルフの4自治体が市（Stadt）に、11自治体が町（Marktgemeinde; 市場町）に指定されている。
- アルテンブルク Altenburg

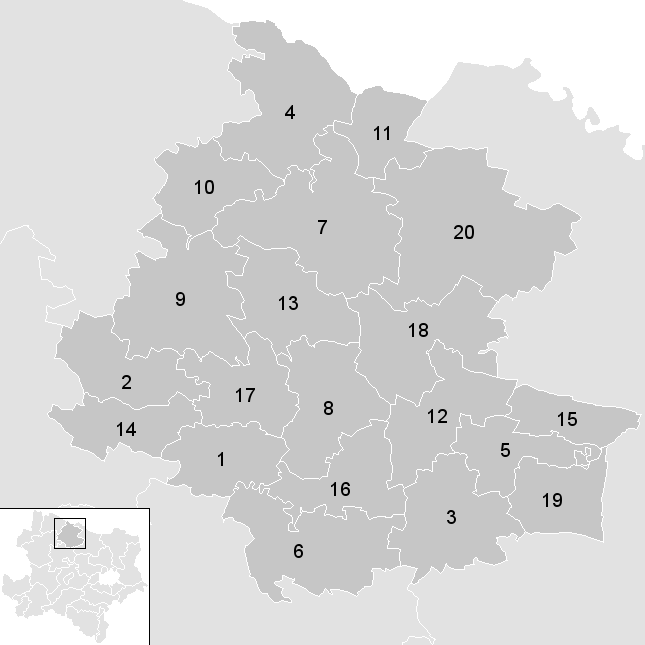
ホルン郡各自治体の位置

- ブルン・アン・デア・ヴィルト Brunn an der Wild
- ブルクシュライニッツ＝キューンリング Burgschleinitz-Kühnring （町）
- ドローゼンドルフ＝ツィサースドルフ Drosendorf-Zissersdorf （市）
- エッゲンブルク Eggenburg （市）
- ガルス・アム・カンプ Gars am Kamp （町）
- ゲラス Geras （市）
- ホルン Horn （市）
- イルンフリッツ＝メッサーン Irnfritz-Messern （町）
- ヤポンス Japons （町）
- ランガウ Langau （町）
- マイゼルドルフ Meiseldorf
- ペルネッグ Pernegg （町）
- レーレンバッハ Röhrenbach
- レーシッツ Röschitz （町）
- ローゼンブルク＝モルト Rosenburg-Mold （町）
- ジークムンツハルベルク Sigmundsherberg （町）
- ザンクト・ベルンハルト＝フラウエンホーフェン St. Bernhard-Frauenhofen
- シュトラニング＝グラーフェンベルク Straning-Grafenberg （町）
- ヴァイタースフェルト Weitersfeld （町）